# Tagar-Kultur

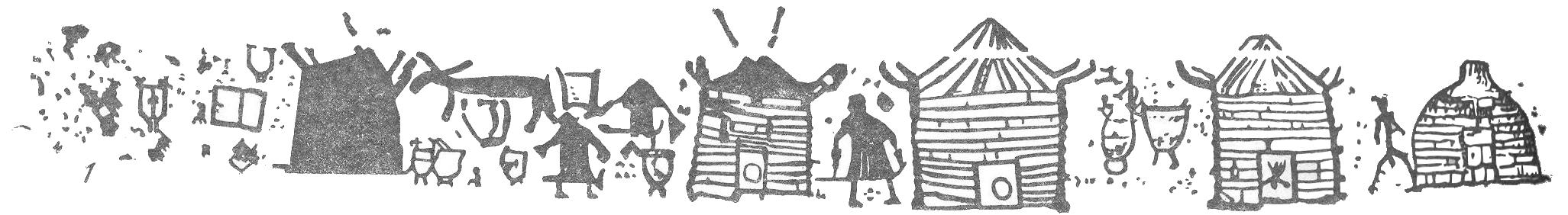
Felsbilder der Tagar-Kultur

Die Tagar-Kultur bestand etwa vom 9. bis zum 3. vorchristlichen Jahrhundert am mittleren Jenissei, insbesondere im Minussinsker Becken.
Benannt wurde die Kultur nach der im Jenissei gelegenen Insel Tagarskij (⊙), auf der sich eine größere Ansammlung tagarzeitlicher Grabhügel (Kurgane) befindet. Ähnlich wie bei der benachbarten Aldy-Bel-Kultur in Tuwa stammt auch das Fundmaterial der Tagar-Kultur zum größten Teil aus solchen Gräbern, wohingegen über das Siedlungswesen noch verhältnismäßig wenig bekannt ist. An mehreren Orten, besonders im Nordwesten, sind bislang nur mangelhaft erforschte, teilweise befestigte Siedlungen der Tagar-Kultur bekannt. In Chakassien wurden auch seit der Bronzezeit benutzte befestigte Höhenanlagen aufgesucht, wobei jedoch unklar ist, ob es sich hier um dauerhafte Ansiedlungen handelte. Die Gebäude waren die in vielen sibirischen Kulturen verbreiteten Grubenhäuser (Polusemljanki). Die Wirtschaft beruhte, wie Knochenfunde zeigen, auf der Viehzucht, ergänzt durch Jagd und Fischfang; eindeutige Hinweise auf Ackerbau finden sich nicht. Aufgrund der reichen Erzvorkommen wurde jedoch auch in großem Maße Metallurgie betrieben, wovon Reste von Abbaustellen, Schlackenhalden und Werkstätten zeugen. Anthropologen interpretieren die Skelette als „europid“, einen Begriff, den viele Kollegen bezüglich der überholten Rassentheorien ablehnen. Insbesondere zu den nordpontischen Skythen zeigen sich somatische Ähnlichkeiten. Die Tagar-Kultur wird in drei Stufen aufgeteilt, die sich durch Grabbau und Fundgut unterscheiden lassen.

## Bainow-Stufe
Die Bainow-Stufe der Tagar-Kultur wird durch Radiokarbondatierungen in das 9.–8. Jahrhundert v. Chr. verwiesen. Es zeigen sich deutliche Beziehungen zu den bronzezeitlichen Vorgängerkulturen. Die Grabbauten waren kleine, quadratische, mit Steinen eingefriedete Steinkisten. Die Toten lagen auf dem Rücken; der Kopf zeigte nach Nordosten oder Südwesten. Für die Keramik sind Töpfe mit geradem oder stark einbiegendem Oberteil und ausbiegendem Rand typisch. Die Ornamentik ist verhältnismäßig vielfältig; es gibt beispielsweise Buckelreihen, Kerben, Rillen und Kanneluren. Besonders kennzeichnend sind aber die Bronzegegenstände der Tagar-Kultur, die unter dem Namen „Minussinsker Bronzen“ schon seit dem 18. Jahrhundert bekannt sind. Unter diesen Bronzeobjekten befinden sich Zugleinenhalter, Messer und Spiegel, in denen Beziehungen zur westsibirischen Spätirmen-Kultur erkennbar sind.

## Podgornowo-Stufe
In der folgenden Podgornowo-Stufe der Tagar-Kultur wurden die Gräber zunehmend mit flachen Aufschüttungen überdeckt. Keramik und Bronzeobjekte wurden weiterentwickelt und zeigten komplexere Formen, die Beziehungen zur Aldy-Bel-Kultur in Tuwa aufweisen. In dieser Zeit wurde in der Tagar-Kunst auch der Tierstil herrschend, der sich z. B. in stilisierten Vogelschnäbeln und „Rolltieren“ manifestierte.

## Saragasch-Stufe
Die letzte Etappe der Tagar-Kultur wird als Saragasch-Stufe bezeichnet und in das 5.–3. Jahrhundert v. Chr. datiert. Die Grabaufschüttungen und ihre Steineinfassungen wurden immer größer; in den Ecken wurden zudem hohe Steine aufgestellt, wodurch die charakteristischen „Ecksteinkurgane“ entstanden. Erstmals zeigten sich auch Großkurgane, beispielsweise im chakassischen Salbyk. Im Gegensatz zu früheren Zeiten gab es fast keine Einzelgräber mehr, stattdessen herrschten Kollektivgräber mit bis zu 100 Bestattungen vor. Die Keramik wurde in der Saragasch-Stufe wie in Westsibirien wieder einfacher, die Metallobjekte zeigen hingegen die Blütezeit des „Minussinsker Tierstils“, der eine Vielzahl an Tieren darstellte.
Im 3. Jahrhundert v. Chr. wurde die Saragasch-Stufe von der Tes-Stufe abgelöst, die den Übergang zur Taschtyk-Kultur herstellt, was auf eine Bevölkerungskontinuität hinweisen könnte.